# Huvishka

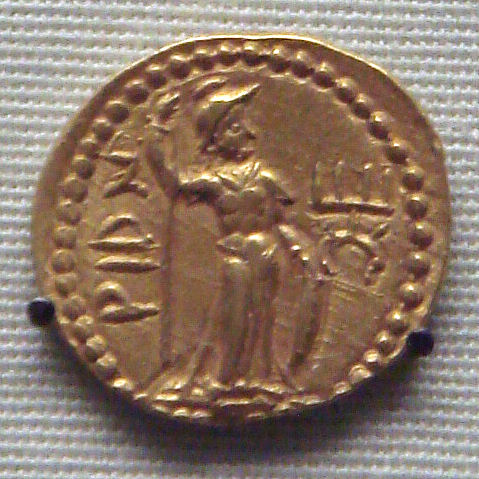
Moneda de Huvishka 126-163, con Kushan diosa Rishti, descrito como Roma copiado de una moneda romana.

Huvishka (Kushan: Οοηϸκι, "Ooishki") fue emperador del Imperio kushán desde la muerte de Kanishka (c. 140 CE) hasta la sucesión de Vasudeva I, aproximadamente cuarenta años más tarde. Su gobierno es un periodo de reducción y consolidación para el Imperio. En particular, dedica tiempo y esfuerzo al principio de su reinado a ejercer un mayor control sobre la ciudad de Mathura. Mathura representaba la extensión más sureña del Imperio y, como gran parte del Subcontinente indio, había sido gobernado por una serie der gobernantes subordinados. Estos gobernantes, los sátrapas, mantuvieron una cierta autonomía bajo Kanishka, pero desaparecen de los registros en el reinado de Huvishka.

## Religión
Huvishka era hijo de Kanishka. Su reinado es también conocido como la época dorada del gobierno kushán. El reinado de Huvishka corresponde a la primera evidencia epigráfica conocida del Buda Amitābha, en la parte inferior de una estatua del siglo II, encontrada en Govindo-Nagar, y ahora en el museo Mathura. La estatua está datada "el 28.º año del reinado de Huvishka", y dedicado a "Buda Amitabha" por una familia de mercaderes. Hay también alguna evidencia que el mismo Huvishka era un seguidor del budismo Mahāyāna. Un fragmento de manuscrito en sánscrito en la Colección Schøyen describe a Huvishka como alguien "adelantado en el Mahāyāna."
Comparado con su predecesor Kanishka, Huvishka parece para confiar menos en deidades iraníes (mucho menos numerosas en sus monedas), y más en las indias, como las divinidades guerreras del Shivaísmo.
También incorpora en sus monedas por primera y única vez en las monedas kushanas al helenístico-egipcio Serapis (bajo el nombre de Σαραπο, "Sarapo" ), y a la diosa Roma (pensado para representar la "Roma aeterna"), bajo el nombre "Riom" (griego: ΡΙΟΜ).